# باول سكريفن
باول سكريفن (بالإنجليزية: Paul Scriven)‏ هو سياسي بريطاني، ولد في 7 فبراير 1966 في هدرسفيلد في المملكة المتحدة. حزبياً، نشط في الديمقراطيون الليبراليون. وقد انتخب عضو مجلس اللوردات.